# ساسر
ساسر (به انگلیسی: Sasser) نام کرم رایانه‌ای است که در آوریل ۲۰۰۴ رایانه‌هایی را که دارای سیستم‌عامل ویندوز بودند مورد حمله قرار داد. این کرم برخلاف اکثر کرم‌های رایانه‌ای دیگر از طریق رایانامه گسترش نمی‌یافت و بدون نیاز به دخالت کاربر و تنها از طریق حفره‌های امنیتی که در سیستم‌عامل‌های ویندوز ۲۰۰۰، ایکس پی و ویندوز سرور ۲۰۰۳ وجود داشت به درون سیستم نفوذ می‌کرد و پس از آلوده ساختن آن سیستم به جستجوی سایر رایانه‌های آسیب پذیر از طریق اینترنت می‌پرداخت.

## میزان خسارات
بعقیده کارشناسان امنیت رایانه کرم ساسر مخرب‌ترین کرم در تاریخ اینترنت بود طبق برآورده‌های انجام شده تمام نسخه‌های ساسر نزدیک به یک میلیون رایانه را آلوده ساختند و میزان خسارتهای اعلام شده از طرف تعدادی از قربانیان در حدود یکصد و سی هزار یورو بود.
در انگلستان بیشترین خسارت وارده بر رایانه‌های شرکت‌های کشتیرانی بود که برای انتخاب مسیر کشتی‌ها مجبور به استفاده از نقشه‌های کاغذی به جای نقشه‌های رایانه‌ای شدند. در استرالیا بر اثر آلوده شدن رایانه‌ها به این کرم و عدم برقراری ارتباط بین رانندگان قطارها و مرکز کنترل، حرکت قطارها متوقف شد.
همچنین این کرم ۱۲۰۰ رایانه اداره مرکزی کمیسیون اروپا در بروکسل را دچار مشکل کرد و باعث لغو ۴۰ پرواز بخاطر از کار افتادن رایانه‌های متعلق به شرکت هواپیمایی دلتا ایرلاین شد. در تایوان ۴۰۰ اداره پستی به دلیل اختلال در رایانه‌های خود مجبور به استفاده از قلم و کاغذ برای سرویس دهی به مشتریان خود شدند.
در ایران طبق گزارش‌هایی که توسط نمایندگی شرکت پاندا سکیوریتی اعلام شد بیشترین میزان آلودگی به کرم ساسر در دنیا متعلق به رایانه‌های کاربران ایرانی بود.

## نویسنده
نویسنده این کرم رایانه‌ای یک نوجوان آلمانی به نام سوئن جاشان بود که در سن ۱۷ سالگی این کرم مخرب را برنامه نویسی کرده بود.
خسارات ناشی از این کرم بحدی بود که مایکروسافت مبلغ ۲۵۰ هزار دلار به عنوان جایزه برای دستگیری وی تعیین کرد که نهایتاً جاشان در ۷ می۲۰۰۴ توسط پلیس آلمان دستگیر
و توسط دادگاه شهر وردن آلمان به ۲۱ ماه حبس تعلیقی محکوم می‌شود.

## نحوه کار
این کرم دارای دو نوع ای و بی بود که هر دو نوع پس از اجرا در رایانه به ترتیب دو فایل AVSERVE.EXE و AVSERVE.EXE را در شاخه ویندوز و فایل‌های xxxxx_up.exe (که xxxxx یک عدد ۵ رقمی تصادفی است) را در شاخه‌های Windows/system و Windows/system32 کپی می‌نمایند. این کرم تغییراتی در رجیستری ویندوز اعمال کرده و باعث اختلال در اجرای فایل سیستمی LSASS.EXE می‌شود. همچنین این کرم باعث خاموش شدن یا ریستارت شدن سیستم به صورت خودکار می‌گردد.

## پیشگیری و پاکسازی
مایکروسافت برای پیشگیری از دچار شدن کاربران به این کرم، اصلاحیه MS04-011 را منتشر ساخت
و در صورت آلوده شدن به این کرم برای پاکسازی آن نیز می‌توان از ابزار حذف کرم ساسر استفاده نمود که اغلب شرکت‌های تولیدکننده نرم‌افزارهای ضدویروس ارائه کرده‌اند.